# Xã Grandview, Quận Hutchinson, South Dakota
Xã Grandview (tiếng Anh: Grandview Township) là một xã thuộc quận Hutchinson, tiểu bang Nam Dakota, Hoa Kỳ. Năm 2010, dân số của xã này là 123 người.